# Combat d'Abanguilou
Guerre du Mali
Batailles
Le Combat d'Abanguilou a lieu le 19 décembre 2018, lors de la guerre du Mali.

## Déroulement
Le 19 décembre 2018, un campement nomade à Abanguilou, près d'Andéramboukane, est attaqué par des hommes armés suspectés d'être affiliés à l'État islamique dans le Grand Sahara,. Circulant à motos, les assaillants exécutent six civils et pillent le campement,.
Alertés, les miliciens touaregs du MSA se lancent à la poursuite des djihadistes en train de se replier vers la frontière nigérienne,. Plusieurs accrochages ont lieu,. 
Le même jour, un groupe d'hommes armés circulant sur huit motos est également repéré au Niger par l'armée française et est suivi par un drone d'observation MQ-9 Reaper,. Ils appartiendraient probablement au groupe responsable de l'attaque du campement d'Abanguilou,. Après avoir franchi la frontière et être entré au Mali, le groupe, identifié comme étant de « caractère terroriste » est frappé à 19h50 GMT par un chasseur-bombardier français. Des commandos sont ensuite déposés au sol. 
Les Français trouvent notamment un pistolet Glock 19 : celui-ci est identifié comme ayant appartenu au sergent Jeremiah W. Johnson, un béret vert américain tué le 4 octobre 2017 pendant l'embuscade de Tongo Tongo, qui avaient été tendue par les djihadistes de l'État islamique dans le Grand Sahara.

## Pertes
Dans son communiqué, le MSA affirme déplorer trois morts et deux blessés dans ses rangs et revendique la mort d'une dizaine de « malfrats ». Il affirme également que six civils ont été exécutés à Abanguilou.
L'armée française affirme pour sa part avoir mis six djihadistes « hors de combat » et détruit cinq motos,.